# Symplecta (Hoploerioptera) shikokuensis
Symplecta (Hoploerioptera) shikokuensis is een tweevleugelige uit de familie steltmuggen (Limoniidae). De soort komt voor in het Palearctisch gebied.